# جيم داوني
جيم داوني هو سياسي كندي، ولد في 10 أغسطس 1942.